# Udea itysalis
Udea itysalis là một loài bướm đêm trong họ Crambidae.